# Zeller Schlösschen

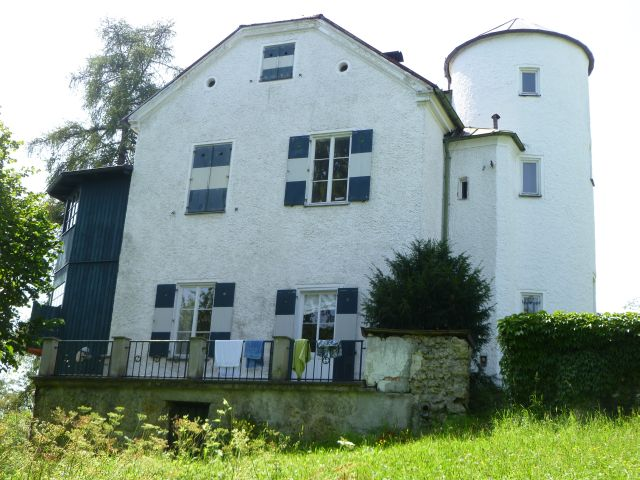
Villa Sylvester – Ostseite

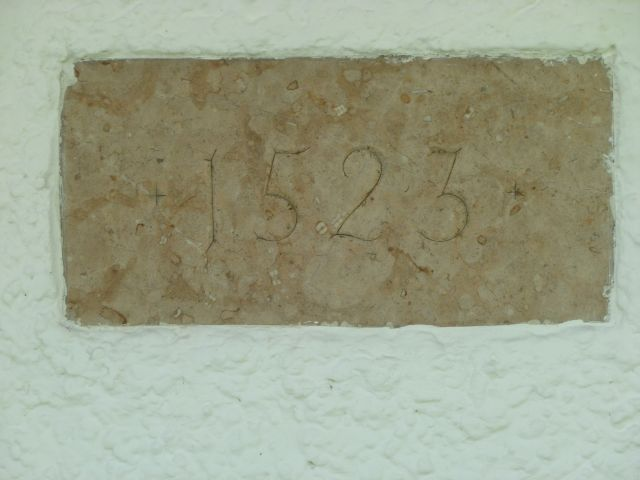
Jahreszahl neben dem Nordeingang der Villa Sylvester

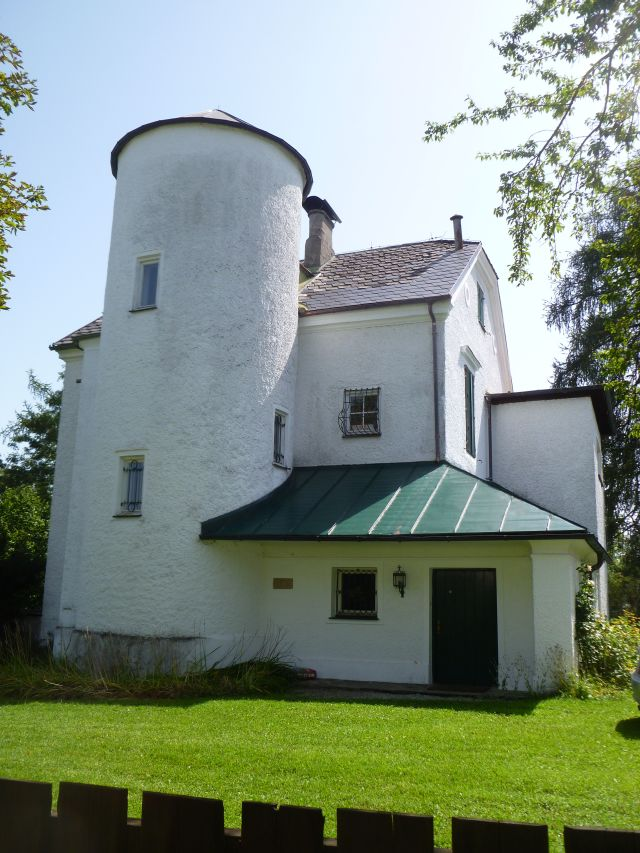
Villa Sylvester – Nordseite

Das Zeller Schlösschen, auch Villa Sylvester, steht im Kirchweiler Zell am Wallersee in der Gemeinde Seekirchen am Wallersee in der Nähe der Filialkirche hl. Maria Magdalena.

## Geschichte
Vermutlich bildeten der Turm als Vorgängerbau des Zeller Schlösschens mit dem Gasthaus Zellerwirt und der Kirche zur hl. Maria Magdalena einen Herrschaftshof, der zum Ende des 12. Jahrhunderts im Besitz des Klosters St. Peter war. Am 7. April 1366 verzichtete Friedrich von Seewalchen auf das Gut Zell. Der 1523 errichtete Neubau war im 17. Jahrhundert eine Rohrschmiede, d. h. eine Waffenschmiede für Gewehre. Das Gasthaus Zellerwirt wurde 1561 umgebaut.
Der Villa wurde 1892 vom Juristen Julius Sylvester gekauft. In seinem Haus wurde die Nachricht von der Ermordung des Thronfolgers Erzherzog Franz Ferdinand im Land Salzburg zuerst bekannt. Sylvester wurde 1919 Oberster Präsident des Verfassungsgerichtshofes. Er verstarb 1944 im Zellerschlössel und ist dort auch begraben.

## Bäder-Antisemitismus in Seekirchen
Der Fremdenverkehr fristete in Seekirchen hinter der Landwirtschaft, dem Handel und dem Gewerbe eine bescheidene Rolle. Mit dem Bau der Westbahn 1860 und mit der Einrichtung einer Autobusverbindung nach Salzburg begann der Sommertourismus am Wallersee. 1923 wurde deshalb auf der Liegenschaft von Julius Sylvester ein Strandbad errichtet. Die mehrheitlich deutschkonservative Bevölkerung bildete für den Antisemitismus in der Gemeinde einen idealen Nährboden. Angeheizt wurde dies durch den antisemitischen Politiker Julius Sylvester. Dieser war auch Anhänger Georg von Schönerers, der 1883 in Seekirchen von der einheimischen Bevölkerung begeistert empfangen wurde und seine antisemitischen Thesen verkünden konnte. Sylvester war als Vizebürgermeister von Salzburg auch Obmann des „Germanenbundes“ und des Kyffhäuserbundes. Für ihn und seine Wirtschaftsobjekte war eine sog. „judenfreie Sommerfrische“ ein Werbemittel, um ein deutschnational gesinntes Publikum anzuziehen.
Im Seekirchener Antisemitenverein, gegründet am 30. Juli 1922, wurde in den Vereinsstatuten dazu aufgerufen, die deutscharischen Staatsbürger gegen das „Leben zersetzende, unterwühlende und erwürgende Semiten(Juden)tum“ zu sammeln. Ein weiterer Vereinszweck bestand in dem „Bestreben, die Sommerfrischen in Hinkunft judenrein zu halten“. Dies wurde denn auch gegen Juden durchgesetzt, die bereits im Ort wohnten; von da an kamen nur mehr „arische Sommerfrischler“ in den Genuss des Badeangebots am Wallersee.

## Villa
Die eher unscheinbare Villa besitzt gegen Norden einen angebauten Treppenturm mit einem niedrigen Eingangsvorbau. Gegen den Wallersee liegt ein loggienartiger Terrassenbau. In dem Haus lässt sich noch ein kleiner, im Grundriss rechteckigen Hauptbaukörper entdecken, der von einem abgewalmten Satteldach mit beidseitigem Schopf bedeckt wird. Der Umbau der Villa im Jahr 1893 hat nur weniges beim Alten gelassen. Neben dem Eingang findet man die Jahreszahl 1523.